# رنی ری
آیلین لیلیان برادریک، کنتس میدلتون (انگلیسی: Rene Ray, Countess of Midleton؛ ‏ ۲۲ سپتامبر ۱۹۱۱ – ۲۸ اوت ۱۹۹۳) مشهور به رنِـی رِی رمان‌نویس و بازیگر تئاتر و سینما اهل بریتانیا بود.
از فیلم‌ها یا برنامه‌های تلویزیونی که وی در آن نقش داشته‌است، می‌توان به جنیفر هیل، تعطیلات رسمی، موش صحرایی، مأمور مخفی، نه و چهل و پنج دقیقه و خیانت ملی اشاره کرد.